# Weltmeisterschaften im Bogenschießen 2015
Die Weltmeisterschaften im Bogenschießen 2015 wurden vom 26. Juli bis 2. August in der dänischen Hauptstadt Kopenhagen ausgetragen.
Austragungsort der Vorrunden war der Sundby Idrætspark. Die Finalrunden wurden im Hof von Christiansborg ausgetragen.

## Ergebnisse

### Recurvebogen
| Disziplin         | Gold                                                           | Silber                                                    | Bronze                                                     |
| ----------------- | -------------------------------------------------------------- | --------------------------------------------------------- | ---------------------------------------------------------- |
| Männer Einzel     | Kim Woo-jin                                                    | Rick van der Ven                                          | Takaharu Furukawa                                          |
| Frauen Einzel     | Ki Bo-bae                                                      | Lin Shih-chia                                             | Choi Mi-sun                                                |
| Männer Mannschaft | Südkorea Kim Woo-jin Oh Jin-hyek Ku Bon-chan                   | Italien Michele Frangilli David Pasqualucci Mauro Nespoli | Chinesisch Taipeh Yu Guan-lin Wang Hou-chieh Kuo Cheng-wei |
| Frauen Mannschaft | Russland Xenija Perowa Tujana Daschidorschijewa Inna Stepanowa | Indien Rimil Buriuly Laxmirani Majhi Deepika Kumari       | Südkorea Choi Mi-sun Kang Chae-young Ki Bo-bae             |
| Mixed Mannschaft  | Südkorea Ku Bon-chan Ki Bo-bae                                 | Chinesisch Taipeh Kuo Cheng-wei Lin Chih-chia             | China Gu Xuesong Zhu Jueman                                |

### Compoundbogen
| Disziplin         | Gold                                                       | Silber                                                        | Bronze                                                |
| ----------------- | ---------------------------------------------------------- | ------------------------------------------------------------- | ----------------------------------------------------- |
| Männer Einzel     | Stephan Hansen                                             | Rajat Chauhan                                                 | Adam Ravenscroft                                      |
| Frauen Einzel     | Kim Yun-hee                                                | Chrystal Gauvin                                               | Sara López                                            |
| Männer Mannschaft | Iran Esmaeil Ebadi Mair Kazempou Majid Gheidi              | Kanada Kevin Tataryn Christopher Perkins Dietmar Trillus      | Dänemark Martin Damsbo Stephan Hansen Patrick Laursen |
| Frauen Mannschaft | Ukraine Wiktorija Djakowa Marija Schkolna Olena Boryssenko | Niederlande Inge van Caspel Irina Markovic Evelien Groeneveld | Südkorea Kim Yun-Hee Choi Bomin Seol Dayeong          |
| Mixed Mannschaft  | Südkorea Kim Yun-hee Kim Jong-ho                           | Frankreich Amélie Sancenot Dominique Genet                    | Südafrika Sera Cornelius Patrick Roux                 |

## Medaillenspiegel
| Platz  | Land               | Gold | Silber | Bronze | Gesamt |
| ------ | ------------------ | ---- | ------ | ------ | ------ |
| 1      | Südkorea           | 6    | –      | 3      | 9      |
| 2      | Dänemark           | 1    | –      | 1      | 2      |
| 3      | Iran               | 1    | –      | –      | 1      |
| 3      | Russland           | 1    | –      | –      | 1      |
| 3      | Ukraine            | 1    | –      | –      | 1      |
| 6      | Chinesisch Taipeh  | –    | 2      | 1      | 3      |
| 7      | Indien             | –    | 2      | –      | 2      |
| 7      | Niederlande        | –    | 2      | –      | 2      |
| 9      | Kanada             | –    | 1      | –      | 1      |
| 9      | Frankreich         | –    | 1      | –      | 1      |
| 9      | Italien            | –    | 1      | –      | 1      |
| 9      | Vereinigte Staaten | –    | 1      | –      | 1      |
| 13     | China              | –    | –      | 1      | 1      |
| 13     | Großbritannien     | –    | –      | 1      | 1      |
| 13     | Japan              | –    | –      | 1      | 1      |
| 13     | Kolumbien          | –    | –      | 1      | 1      |
| 13     | Südafrika          | –    | –      | 1      | 1      |
| Gesamt | Gesamt             | 10   | 10     | 10     | 30     |